# The Haematobic EP
The Haematobic EP è un EP del gruppo death metal Aborted, pubblicato nel 2004. Questo EP contiene inoltre 4 video.

## Tracce
1. Gestated Rabidity - 04:13
2. Drowned (cover degli Entombed) - 03:46
3. Voracious Haemaglobinic Syndrome - 04:06
4. The Sanctification of Refornication - 03:44
5. Parasitic Flesh Resection (live) - 02:05
6. The Holocaust Incarnate (live) - 04:32

### Video
1. Meticulous Invagination
2. Parasitic Flesh Resection (live)
3. The Holocaust Incarnate (live)
4. Eructations of Carnal Artistry (live)

## Formazione
- Sven de Caluwé - voce
- Bart Vergaert - chitarra
- Thijs De Cloedt - chitarra
- Frederik Vanmassenhove - basso
- Dirk Verbeuren - batteria